# Marco Balzarotti
Marco Balzarotti (Magenta, 2 marzo 1961) è un doppiatore italiano.

## Biografia
Inizia la propria attività nel 1982, dopo essersi diplomato al CTA (Centro Teatro Attivo) di Milano.
Ha prestato la propria voce prevalentemente nel genere dei cartoni animati e anime giapponesi ed è noto soprattutto per essere la voce di Batman nei cartoni animati e videogiochi dedicati all'eroe mascherato (e che lo ha portato in alcune occasioni a doppiare anche presso gli studi di Roma), Ginew in Dragon Ball Z, Bardack nei film di Dragon Ball, Dio Brando in Le bizzarre avventure di JoJo (OAV del 1993-2001), Sango Yokomizo in Detective Conan, Aokiji e Spandam in One Piece, Kenpachi Zaraki in Bleach, Asuma Sarutobi in Naruto e Naruto: Shippuden, Marzio/Milord in Sailor Moon e Sirio il Dragone in I Cavalieri dello zodiaco.
Successivamente ha anche lavorato a documentari e pubblicità ed è una delle voci narranti all'Acquario di Genova. È stato inoltre la voce del programma d'attualità Notte Cult, narratore nel documentario Bruce Lee - La leggenda e dal 2015 al 2017 è stato l'annunciatore di Boomerang.
Nel 2015, durante il Festival del doppiaggio Voci nell'Ombra, viene premiato come Miglior Doppiatore in un videogioco per il doppiaggio di Batman in Batman: Arkham Knight.
È tuttora considerato uno dei migliori doppiatori del settore milanese della sua generazione.

## Doppiaggio

### Film
- Spencer Garrett in Il nome del mio assassino, Il cammino per Santiago
- Sanjay Dutt in Khalnayak, Kartoos
- Paul Schrier in Power Rangers - Il film, Turbo Power Rangers - Il film
- Shin Takuma ne Il ritorno di Godzilla
- Yoshiko Tanaka in Godzilla contro Biollante
- Kosuke Toyohara in Godzilla contro King Ghidorah
- Marc Samuel in Rendez-vous a Parigi
- Tom Wright in Palmetto - Un torbido inganno
- Jon Eyez in Parker
- Sanjeev Kumar in Hero
- Naoto Takenaka in Onigoroshi - Demon City
- Peter Brown in Incontri ravvicinati ad Aurora
- John Corbett in Il ritorno di Prancer la renna di Babbo Natale
- Viggo Mortensen in American Yakuza
- Michael Wisdom in Masked and Anonymous
- John Hawkes ne La banda del porno - Dilettanti allo sbaraglio!
- Vinnie Jones in Brivido biondo
- William Sadler ne Le colline sanguinano
- Ted DiBiase jr. in Presa mortale 2
- Steve Coogan in Greed - Fame di soldi (Greed)
- Gabriel Pontello in Bocca bianca, bocca nera
- Yô Ôizumi in Tokyo Ghoul - Il film
- Denis O'Hare in Cartoline di morte

### Televisione
- Nathan Pearson in iCarly
- Paul Schrier in Power Rangers, Power Rangers Turbo, Power Rangers in Space
- Manuel Regueiro in Una vita, La promessa
- Hamilton Mitchell in Ned - Scuola di sopravvivenza
- Andrea Panizza in Arriva Cristina
- Benjamin Koldyke in How I Met Your Mother
- Bill Bixby in L'incredibile Hulk (episodio pilota)
- Martin Sacks in Blue Heelers - Poliziotti con il cuore
- Tommy Lascelles in The Crown
- Al Sapienza in Brotherhood - Legami di sangue (ridoppiaggio)
- Craig Cackowski in Community
- Connor Trinneer in The Purge
- Hiroshi Miyauchi in Winspector
- John Eric Bentley in Lab Rats
- Matthias Lier in Frieden - Il prezzo della pace

### Film d'animazione
- Bruce Wayne/Batman in Batman contro Dracula, Batman & Mr. Freeze: SubZero, Batman of the Future - Il ritorno del Joker (da giovane), Batman - Il mistero di Batwoman, Batman - Il cavaliere di Gotham, Justice League: La crisi dei due mondi, Justice League vs. Bizarro League, Justice League: Il trono di Atlantide, Justice League: Fuga da Gotham City, Scooby-Doo! & Batman - Il caso irrisolto, Batman vs. Teenage Mutant Ninja Turtles, Batman contro Jack lo squartatore, Batman e Superman - I due supereroi (edizione home video)[4], Batman e Harley Quinn, Batman: Hush, Batman e i Problemi di Famiglia
- Sirio il Dragone ne I Cavalieri dello zodiaco - La dea della discordia (primo doppiaggio), I Cavalieri dello zodiaco - L'ardente scontro degli dei (primo doppiaggio), I Cavalieri dello zodiaco - La leggenda dei guerrieri scarlatti (primo doppiaggio), I Cavalieri dello zodiaco - L'ultima battaglia (primo doppiaggio), I Cavalieri dello zodiaco - Le porte del paradiso, I Cavalieri dello zodiaco - La leggenda del Grande Tempio
- Padre di Tricky in Alla ricerca della Valle Incantata 7 - La pietra di fuoco freddo, Alla ricerca della Valle Incantata 8 - Avventura tra i ghiacci, Alla ricerca della Valle Incantata 9 - Le meraviglie del mare, Alla ricerca della Valle Incantata 10 - La grande migrazione, Alla ricerca della Valle Incantata 11 - L'invasione dei minisauri
- Marzio/Milord/Principe Endymion in Sailor Moon R The Movie - La promessa della rosa (primo doppiaggio), Make Up! Guerriere Sailor, Sailor Moon S The Movie - Il cristallo del cuore, Il primo amore di Amy, Sailor Moon SS The Movie - Il mistero dei sogni
- Bardack in Dragon Ball Z - Il destino dei Saiyan (secondo doppiaggio), Dragon Ball Z - Le origini del mito (secondo doppiaggio), Dragon Ball Super - Broly
- Shu in Dragon Ball - Il torneo di Miifan (secondo doppiaggio), Dragon Ball Super - Broly
- Daisuke Jigen in Lupin III - La pietra della saggezza (terzo doppiaggio), Lupin III - Il castello di Cagliostro (secondo doppiaggio)
- Kiichi Goto in Patlabor: The Movie, Patlabor 2: The Movie
- Ginzo Nakamori in Detective Conan - Il mago del cielo d'argento, Lupin Terzo vs Detective Conan
- Vega in Harmagedon - La guerra contro Genma
- Maximilian Genius in Macross - Il film
- Professor Watts ne Il poema del vento e degli alberi
- supervisore in Manie-Manie - I racconti del labirinto
- Robert Garcia in The Art of Fighting: L'occhio di Sirio
- Hanza in Ninja Scroll
- Mayo in Super Kid
- Seichiro Aoki in X
- Buster il cane in La banda del rock - I musicanti di Brema
- Dr. Truss in Kimba - La leggenda del leone bianco
- Akechi Mitsuhide in Ghost Sweeper Mikami - La resurrezione di Nosferatu
- Beau in Scooby-Doo e l'isola degli zombie
- Fantavirus in Scooby-Doo e il viaggio nel tempo
- Mika in Piuma, il piccolo orsetto polare
- Russell in Scooby-Doo e la leggenda del vampiro
- Luis Otero in Scooby-Doo e il terrore del Messico
- Voce narrante in Yu-Gi-Oh! - Il film
- Dr. Conquest ne L'isola di Furby
- Angel in Melanzane - Estate andalusa
- Genji Yanagizawa ne Le voci della nostra infanzia
- Muscolo ne I 7 nani
- Cutie in Barbie - Nel mondo dei videogame
- Masayoshi Shibata in L'equazione del professore
- Bojack in Dragon Ball Z - La minaccia del demone malvagio (secondo doppiaggio)
- Goro Otaki in Detective Conan - La mappa del mistero
- Suehiko Ito in Detective Conan - Requiem per un detective
- Sango Yokomizo in Detective Conan - ...e le stelle stanno a guardare
- Generale Gaspardi in One Piece - Trappola mortale
- Papà (membro dei Pirati Ochanoma) in One Piece - L'isola segreta del barone Omatsuri
- Dorton in One Piece - Il miracolo dei ciliegi in fiore
- Aokiji in One Piece Film: Z
- Gunther in City Hunter Special: Amore, destino e una 357 Magnum
- Lawrence III in Pokémon 2 - La forza di uno
- Kyle in Pokémon Ranger e il Tempio del Mare
- Arceus in Pokémon: Arceus e il Gioiello della Vita
- Zekrom in Il film Pokémon: Nero - Victini e Reshiram e Bianco - Victini e Zekrom
- Cobalion ne Il film Pokémon - Kyurem e il solenne spadaccino
- Wolfgang Krauser in Fatal Fury 2 - La sfida di Wolfgang Krauser
- Marty ne Le ali di Honneamise
- Hauer in Fatal Fury: The Motion Picture
- Golgo 13 in Golgo 13
- Yagyū Jūbei in Samurai Spirits - Apocalisse a Edo
- D in Vampire Hunter D, Vampire Hunter D: Bloodlust
- Leonard in La leggenda dei lupi blu
- Sosetsu Kazehana in Naruto - The Movie: La primavera nel Paese della Neve
- Senzacoda in Naruto Shippuden - Il maestro e il discepolo
- Asuma Sarutobi in Naruto Shippuden - Eredi della volontà del Fuoco
- Shu in Ken il guerriero - La leggenda di Hokuto
- Lawrence Talbot/Uomo Lupo in Alvin e i Chipmunks incontrano l'Uomo Lupo
- Cobra in Space Adventure Cobra
- Akihiko Kayaba in Sword Art Online - The Movie: Ordinal Scale
- Argyle e una Guardia Pegasus in My Little Pony: una nuova generazione
- Cestin in Oh, mia dea! - The Movie
- Wolfram in My Hero Academia: Two Heroes
- Pop in Blame!
- Vince Ingrado in City Hunter: Private Eyes
- Dracolul in Doraemon - Il film: Nobita e le piccole guerre stellari 2021
- Pà Cheeks in Saving Bikini Bottom

### Serie animate
- Wilson in Moominland, un mondo di serenità
- Batman in Batman[5], Batman - Cavaliere della notte[6], The Batman[7], Justice League[8], Justice League Unlimited, Batman: The Brave and the Bold[9], Young Justice (1ª voce), Static Shock[10], Justice League Action e Scooby-Doo and Guess Who?[11]
- Ripster ''Rip'' (John Bolton) in Street Sharks - Quattro pinne all'orizzonte
- Ja-Kal in Mummies Alive: quattro mummie in metropolitana
- Kiichi Goto in Patlabor (OAV), Patlabor (Serie TV), Patlabor New OVA
- Leon McNichol in AD Police
- Duke in G.I. Joe: A Real American Hero
- Optimus Prime in Transformers Animated, Transformers: Prime, Transformers: Robots in Disguise
- Sirio il Dragone Salzius ed Eris in I Cavalieri dello zodiaco
- Ginew in Dragon Ball Z, Dragon Ball Super
- Dio Brando in Le bizzarre avventure di JoJo (13 OAV del 1993-2001)
- Il Kaioshin dell'ottavo universo, Nigrisshi, comfrey e Renso (ep. 88) in Dragon Ball Super
- Mr. Gyp in Let's & Go - Sulle ali di un turbo
- Asurada in Future GPX Cyber Formula
- Bulk in SuperTed
- Shu in Dragon Ball, Dragon Ball GT, Dragon Ball Super
- Ayrton in Nadia - Il mistero della pietra azzurra (entrambi i doppiaggi)
- Sango Yokomizo (3ª voce), Ninzaburo Shiratori (ep. 156-157), Kiichiro Numabuchi (2° voce) e vari personaggi secondari in Detective Conan
- Annunciatore del Cell Game e un attore che impersona Goku (ep. 210) in Dragon Ball Z
- Shredder in Tartarughe Ninja alla riscossa
- Marzio/Milord in Sailor Moon
- Hongo in Mimì e la nazionale di pallavolo (terzo doppiaggio)
- Jervis Pendleton in Papà Gambalunga
- Tigertron in Biocombat
- Kolcas in Berserk
- Action Man in Action Man
- Centonodi in La fabbrica dei mostri
- Treize Kushrenada in Gundam Wing
- Professor Green e personaggi vari in Spy × Family
- Jack Fenton in Danny Phantom
- Thomas Chilton in Pollyanna
- Don Kir in Dragon Ball GT
- Satoru Kanzaki in Area 88
- Barbaruffa e Omniquod in Monster Allergy
- Re Nikochan in Dr. Slump[12] (2º doppiaggio, serie 1980/86)
- Principe Phobos e Julien (st. 2) in W.I.T.C.H.
- Voce narrante in Keroro
- Drago in Bakugan - Battle Brawlers, Bakugan Battle Planet
- Wetton, Spandam, Largo, Dorton (1ª voce), Aokiji (1ª voce), Shuzo, Monkey D. Garp (3^ voce) e Crocodile (ep. 777) in One Piece
- Asuma Sarutobi in Naruto, Naruto: Shippuden
- Bruce Banner/Hulk in L'incredibile Hulk
- Tim Marcoh in Fullmetal Alchemist: Brotherhood
- Takuma Zaizen in Witch Hunter Robin
- Tenebro in Mirmo
- Meta Knight in Kirby
- Morrison in Devil May Cry
- Rotor in Sonic
- Don Toro in Le avventure di Piggley Winks
- George Washington in This Is America, Charlie Brown
- Dingo in Sonic Underground
- Silver Fox in City Hunter
- Tommy Young (adulto) in Tommy la stella dei Giants
- Shinichi Maki in Slam Dunk
- Dan Blackmore in Fate/Extra Last Encore
- Grovyle in Pokémon Mystery Dungeon: Esploratori del tempo ed Esploratori dell'oscurità
- Faker, Kazuma Tsukumo, Vector e Skreech in Yu-Gi-Oh! Zexal
- Maki in Mermaid Melody - Principesse sirene
- Porter in Le avventure di Chuck & Friends
- Sabretooth in X-Men: Evolution
- Roberto Vile in Zatch Bell!
- Preside Su-con-la-vita e altri personaggi in Rossana
- Timaeus in Yu-Gi-Oh!
- Kyle Jables "Grande D" e altri personaggi in Yu-Gi-Oh! GX
- Rex Goodwin in Yu-Gi-Oh! 5D's
- Heathcliff, Death Gun e Viksul Ur Shaster in Sword Art Online
- Gilbert in Robin Hood
- Professor Kaspar in È un po' magia per Terry e Maggie
- Cristallo Nero in Twin Princess - Principesse gemelle
- Ted in Curiosando nei cortili del cuore
- Gengoro Daimonji in Kilari
- El Diablos Nacho, Sedo, Uncino Rosso in SlugTerra - Lumache esplosive
- Ducksgun Barboile in Inazuma Eleven GO Galaxy
- Voce fuori campo in un cortometraggio dei Looney Tunes
- Monasterio in Zorro - La leggenda
- Narratore in Monciccì (nella serie ridoppiata dalla Yamato Video nel 2009)
- William Walter Wordsworth in Trinity Blood
- Voce narrante in Pocoyo (stagione 1-2)
- Robert Johnson in Sorridi, piccola Anna[13]
- Papà di Coorah in Kulipari: L'esercito delle rane
- Bestia in Wolverine e gli X-Men
- Kokuyo in Dr. Stone
- Dane in Diabolik
- Habolg in Made in Abyss
- William Nekton ne Gli Abissi
- Moukaku in Godannar
- Gramorr in LoliRock
- Kurogiri, Gigantomachia, Danjuro Tobita, Gentle Criminal e voci secondarie in My Hero Academia
- Namor e Crusher Creel in I Vendicatori
- Hector Casagrande in A casa dei Loud, I Casagrande
- Conte Cluckula in Quella strana fattoria
- Capo del governo in Adrian
- Limone/Aaron in Wedding Peach - I tanti segreti di un cuore innamorato
- Kyouichi Saionji in La rivoluzione di Utena
- Sinnah in Æon Flux
- Pistone in Biker Mice from Mars
- Kazundo Goda in Ghost in the Shell: Stand Alone Complex - 2nd GIG
- Narratore in BAKI e Baki Hanma
- Hotaru Haganezuka in Demon Slayer - Kimetsu no yaiba
- Kenpachi Zaraki in Bleach[14]
- Flail e Danro Oze in Fire Force
- Zenjuro Saotome e Zenko in Beelzebub
- Nobuteru Irihata in Haikyu!!
- Principe (Fratellino e sorellina), personaggi vari in Le fiabe son fantasia
- Claw in Cannon Busters
- Fossette in Mob Psycho 100
- Tsaindorcus Vaision in Overlord
- Elhart in The Rising of the Shield Hero
- Bors Elder in DanMachi
- Akihiko Asai in Uzaki-chan Wants to Hang Out!
- Doug Quasar in Lo show di Patrick Stella
- Leif Ericson in Vinland Saga (stagione 2)
- Takeshi Kisaragi in Cutie Honey Universe
- Siro in Ranking of Kings
- Wilhelm van Astrea in Re:Zero - Starting Life in Another World
- Doromizu Jirochou in Gintama
- Olrox in Castlevania: Nocturne
- Viceash in Shangri-La Frontier
- Kaim in Devilman Crybaby
- Beryard (s.1) e Granville Rozzo in That Time I Got Reincarnated as a Slime
- Landon in Orizzonti Pokémon: La serie
- Keiji Itami in Kaiju No. 8
- Goro in The After-Dinner Mysteries
- Voci secondarie in Link Click
- Rudol Von Stroheim in Battle Tendency

### Programmi televisivi
- Bob in The Renovators - Case fai da te
- Joe Rogan in Fear Factor
- Speaker di Masterchef Canada
- Charles Stiles in Spie al ristorante
- Signor Dershilt in ICarly
- William Francis McGuire in Eddie, il cane parlante
- Bunny in Game Shakers

### Videogiochi
- Batman in Mortal Kombat vs DC Universe (2008)[15], Batman: Arkham Asylum (2009),[16] DC Universe Online (2011),[17] Batman: Arkham City (2011)[18] , Batman: Arkham Origins (2013)[19], LEGO Batman 3: Gotham e oltre (2014),[20] Batman: Arkham Knight (2015),[21] LEGO Dimensions (2015), Injustice 2 (2017)[22], LEGO DC Super-Villains (2019),[23] MultiVersus (2022),[24][25] Batman: Arkham Shadow (2024)[26]
- Professor Crak e Signor Paranoia in Fuzzy e Floppy - Il mistero dell'ape d'oro[27] (1995)
- Monaco sala dei classici, Guardiano sala dei classici, Ufficiale, Mendicante, Horst, Guardiano del tempio, Matteo, Emilio Menendez, Contadino e Passeggero Zeppelin #1 in L'enigma di Master Lu (1995)[28]
- Nick Mattone in Isola LEGO (1997)
- Milos in The Last Express (1997)
- Marcus Eisenduller, Usciere, Izo e Crazylegs Larry in Blade Runner (1997)[29]
- Ispettore Rosseau (1^voce), Todrick, Pat, Eklud, Gran Maestro dei Neotemplari (1^ voce) e Lopez (1^ voce) in Broken Sword: Il segreto dei Templari (1997)[30]
- Suonatore di Chitarra, Impiegato 2, Indigeno 1, Carlton Hawks e Bert Savage in Broken Sword II: La profezia dei Maya (1997)[31]
- Contadino, Dave, Prigionieri, Robot Guardia, Sam, Philbert e Viscido in The Feeble Files (1997)[32]
- Otto J. Hannover, Bruno, l'uomo invisibile, Quasimodo e dottor Julius Karloff in Hollywood Monsters (1998)[33]
- Rafer e Guerra in Apocalypse (1998)[34]
- Tenente Jennings, Controllore, Guardia giurata, Gabe e Ike in Black Dahlia (1998)[35]
- Voce narrante, Dottore, Gladiatore e Imperatore Cesare in Caesar III (1998)[36]
- Unità Atreides e Harkonnen in Dune 2000 (1998)[37]
- Daniel Singer e Strinsky in Evidence (1998)[38]
- Signor Berlinetta in Gas-Gas entra in scena (1998)[39]
- Mostro e insegnante in Heart of Darkness (1998)[40]
- Com. Cyrollan, Guardia e Acul il contadino in The Journeyman Project 3 - Il retaggio del tempo (1998)[41]
- Narratore in Caesar III (1998)
- Capo bibitaio Glukkon in Oddworld: Abe's Exoddus (1998)
- Vari soldati black op e Sergente Dwight T. Barnes in Half-Life: Opposing Force (1999)[42]
- Speaker in Hidden & Dangerous (1999)[43]
- Voce narrante, Vigile del fuoco, Cacciatore di Struzzi, Immigrante, Sacerdote di Osiride, Sacerdote di Ra e Raccoglitore di canne in Faraon (1999)[44]
- Coby e Teodoro De Lumachis in Freddi Pesce - Il caso dei maialini con le pinne (1999)[45]
- Patrick Heyworth, Elias/Alias in Koudelka (1999)[46]
- Agente X e Frank il carlino in Men in Black - The Series: Crashdown
- Venditore in Asterix & Obelix XXL
- Harry Tipper in TimeSplitters: Future Perfect
- Orchi grunt vari e Grom Hellscream in Warcraft III: Reign of Chaos con relativa espansione Warcraft III: The Frozen Throne
- Frego e Piglio in Galline in fuga - Chicken Run (2000)[47]
- Maxx X, Speedster e Il supertecnico in Action Man: Mission Xtreme (2000)[48]
- Messer Bove e Papà in Le avventure di Pongo: Gli animali (2000)[49]
- Anomen Delryn in Baldur's Gate II: Shadows of Amn (2000)[50]
- Paladino Magnus, Maggiore Thomas, M e Hoverdyne pesante in Ground Control (2000)[51]
- Voce narrante in Icewind Dale (2000)
- Tiratore scelto, Granatiere e Carro Armato Medio in Ground Control: Dark Conspiracy (2000)[52]
- Telecronista in UEFA Manager 2000 (2000)[53]
- Re bruco, fertilizzante, bambù e papà in Le avventure di Pongo - Gli insetti e le piante (2001)[54]
- Demone in Desperados: Wanted Dead or Alive (2001)[55]
- Marines in Halo: Combat Evolved (2001)[56]
- Lemony Snicket/Voce Narratore in  Lemony Snicket - Una serie di sfortunati eventi
- Voce Narrante e Alan Morton in Alone in the Dark: The New Nightmare (2001)[57]
- Annunciatore in Asterix: Il folle banchetto (2001)[58]
- Il cattivo in Atlantis III - Il nuovo mondo (2001)[59]
- Jim Bravura in Max Payne (2001) e Max Payne 2: The Fall of Max Payne (2004)
- Frankie Niagara e Virgilio Finito in Max Payne (2001)
- Kolgrim e Sleyvos in Baldur's Gate: Dark Alliance (2001)[60]
- Giornalista in Blood & Lace (2001)[61]
- David Doyle in Driven (2001)[62]
- Sergei Zavarotko in Hitman 2: Silent Assassin (2002)[63]
- Sam in Mafia (2002)[64]
- Am Shaegar/Il Guardiano e Greu in Arx Fatalis (2002)[65]
- Dio del sole in Le avventure di Pongo - Il mondo perduto (2002)[66]
- Lingua, Farmacista, Fuoco e Globulo bianco in Le avventure di Pongo - I misteri del corpo umano (2002)[67]
- Artie in Barbie Detective: Il mistero del Luna Park (2002)[68]
- Hedrox in BloodRayne (2002)[69]
- Aiuto da Casa in Chi vuol essere Milionario - Seconda edizione (2002)[70]
- Williams, Temple e Ryan in La Cosa (2002)[71]
- Mark Hammond in The Getaway (2002)[72]
- Cornelio, Lekevyt e Vercingetorige in Imperivm: La guerra gallica (2002)[73]
- Commentatore in F1 Challenge 99-02 (2003)
- Baal (solo nel filmato introduttivo), Tyrael, Hadriel e Jerhym in Diablo II (2003)[74]
- Voce narrante e Ganda in Tenchu: Wrath of Heaven (2003)[75]
- Dir. Swanbeck e Dir. Fogler in Mission Impossible - Operation Surma (2003)[76]
- Flap, Flobbage e Uomo di Susarro 4 in Broken Sword: Il sonno del drago (2003)[77]
- Kawarcan in Command & Conquer: Generals (2003)[78]
- Troy Stone in Freedom Fighters (2003)[79]
- Ludo Bagman in Harry Potter e la Coppa del Mondo di Quidditch (2003)[80]
- Kili in Lo Hobbit (2003)[81]
- Lyle in Secret Weapons Over Normandy (2003)
- Flux in Hulk (2003)[82]
- Senatore Preteio, Ditalco, Guerriero, Cavaliere Romano e Equite in Imperivm: Le guerre puniche (2003)[83]
- Guardie PSI in Judge Dredd: Dredd vs Death (2003)[84]
- Vorador in Legacy of Kain: Defiance (2003)
- Nick Fury, Matt Murdock e personaggi minori ne Il Punitore (2004)
- Il Gladiatore in Sacred: La leggenda dell'arma sacra (2004)
- Presidente, speaker "Nature Channel" e Professore in Ratchet & Clank 3 (2004)[85]
- Aranel in Il Signore degli Anelli: La Terza Era (2004)[86]
- Sergente Bird e Anziano Tomas in Spyro: A Hero's Tail (2004)[87]
- Tartarus in Halo 2 (2004)[88]
- Volk e Lloyd in Arc - Il tramonto degli Spiriti (2004)[89]
- Henry il giardiniere, Morris e Becchino in The Black Mirror (2004)[90]
- Karl Hammel e Soldati in Codename: Panzers Phase I (2004)[91]
- Wolf e Soldati in Codename: Panzers Phase II (2004)[92]
- Voce Narrante in Commandos 3: Destination Berlin (2004)[93]
- Rannek in Forgotten Realms: Demon Stone (2004)[94]
- Pierce Rogers, Bill Tyson, Kyle Berger, Nick Sadowaji, Simon Garlich, R. Slang, T. Ryan, Steve Jenson e Voci di sottofondo in Doom 3 (2004)[95]
- Speaker in Mario Power Tennis (2004) e Mario Tennis Open (2012)
- Dean Shepard in Men of Valor (2004)[96]
- Eddie O'Connor in The Getaway: Black Monday (2004)[97]
- Marco in Area 51 (2005)[98]
- Leo, Al e annunciatore dell'arena in Fable: The Lost Chapters (2005)[99]
- Sergente Jonathan Cross in Need for Speed: Most Wanted (2005)[100]
- Dallas in Ratchet: Gladiator (2005)[101]
- Harry Tipper in Timesplitters future perfect (2005)[102]
- Generale Kelly in Act of War: Direct Action (2005)[103]
- Thomas Rogers in Agatha Christie: E non ne rimase nessuno (2005)[104]
- Maggiore Generale Wingate e Feldmarschall Kesselring in Axis & Allies (2005)[105]
- Signore degli Aztechi e Voce narrante in Black & White 2 (2005)[106]
- Lazarus Malkoth in Darkwatch (2005)[107]
- Voce UAC e Bernard Fresko in Doom 3: Resurrection of Evil (2005)[108]
- L'oracolo in Fahrenheit (2005)[109]
- Equite, Annibale, Viriato, Vercingetorige, Druidi, Carro da guerra, Guerriero, Guerriero con Giavellotto, Guerriero con ascia, Carro di Osiris in Imperivm: Le grandi battaglie di Roma (2005)[110]
- Emil Blonsky/Abominio in The Incredible Hulk: Ultimate Destruction (2005)[111]
- Nick Fury in Ultimate Spider-Man (2005),[112] Spider-Man: Amici o nemici (2007)[113]
- Ottavio e La Fwee in Sly 3: L'onore dei ladri (2005)[114]
- Capo della Pursuit Force in Pursuit Force (2005), Pursuit Force: Extreme Justice (2007)
- Marty 'Monk' Malone e Cap. McClusky in Il Padrino (2006)[115]
- Capitano della petroliera in Splinter Cell: Double Agent (2006)
- Remy Jean ne Il Codice Da Vinci (2006)[116]
- Shogo Takamoto e alcuni mercenari in Tomb Raider: Legend (2006)[117]
- Soldato in Rise of Nations: Rise of Legends (2006)[118]
- Vinnie "Slugger" Sinistra, Tariw Abdul Lateef, Lorne de Havilland e personaggi minori in Hitman: Blood Money (2006)[119]
- Cyril, Flash, Kane e Gaul in The Legend of Spyro: A New Beginning (2006)[120]
- Pierre Michel, Lucien Revillard e Marcel Bouc in Agatha Christie: Assassinio sull'Orient Express (2006)[121]
- Juarez e Ty Stewart in Call of Juarez (2006)[122]
- William Hawkins, Dottor Villeneuve, Salenkov e Sergente Petrov in Commandos: Strike Force (2006)[123]
- Stew in Crash Tag Team Racing (2006)[124]
- Adamo in Dangerous Heaven: La leggenda dell'Arca (2006)[125]
- John Cooper in Desperados 2: Cooper's Revenge (2006)[126]
- Mercante di Pesce, Comandante Vamon, L'Ombroguida, Emissario Popolo Oscuro e Cittadini di Casablanca in Dreamfall: The Longest Journey (2006)[127]
- Tom Sheldon e Presidente Salvador Mendoza in Just Cause (2006)[128]
- Bishop in Driver: Parallel Lines (2006)[129]
- Lord Nasher in Neverwinter Nights 2 (2006)
- Ministro Heff Mitcher in Killzone: Liberation (2006)[130]
- L'Uomo Sabbia in Spider-Man: Amici o nemici (2007),[113] Spiderman 3 (2007)[131]
- Otto in Ratchet & Clank: L'altezza non conta (2007)
- Kyburz e Paparazzi in BioShock (2007)[132]
- Gran Maestro Jacques De Aldesberg e Haren Brogg in The Witcher (2007)[133]
- Cyril e Gaul in The Legend of Spyro: The Eternal Night (2007)[134]
- Le voci del Codex, contrammiraglio Mikhailovich e Lilihierax in Mass Effect (2007)[135]
- Majd Addin in Assassin's Creed (2007)[136]
- Vespa capo in Ant Bully - Una vita da formica (2007)[137]
- Meganteolis in Avencast: Rise of the Mage (2007)[138]
- Narratore in Shrek terzo (2007)
- Colonnello Green in BlackSite: Area 51 (2007)[139]
- Generale Jack Granger in Command & Conquer 3: Tiberium Wars (2007)[140]
- Carlos in Kane & Lynch: Dead Men (2007)[141]
- Kaim Argonar in Lost Odyssey (2007)
- Narratore in Fire Emblem: Radiant Dawn (2008)
- Luke Cage in Spider-Man: Il regno delle ombre (2008)[142]
- Cyril e capovillaggio Ghepardus in The Legend of Spyro: L'alba del drago (2008)[143]
- Crowley in Alone in the Dark (Wii e PlayStation 2; 2008)[144]
- Alain Stahngun/Dimitri Allen in Il professor Layton e il futuro perduto (2008)[145]
- Leon Chaser/Noel Raches in Art of Murder - FBI: La crudele arte dell'omicidio (2008)[146]
- Haussman in Petz Horse Club (2008)[147]
- Darkseid in Mortal Kombat vs DC Universe (2008)
- Bocca di Sauron ne Il Signore degli Anelli: La conquista (2009)[148]
- Roland Mallory in Resistance: Retribution (2009)[149]
- Twisted Fate, Zac e Fiddlesticks in League of Legends (2009, lingua italiana aggiunta nel 2013)[150]
- Ispettore James Japp e ispettore Glen in Agatha Christie: The ABC Murders (2009)[151]
- Zed, Banditi in Borderlands (2009)[152]
- Capitan Carter in Eat Lead: The Return of Matt Hazard (2009)[153]
- Kinsler in Halo 3: ODST (2009)[154]
- Clark Triton in Il professor Layton e il richiamo dello spettro (2009)[155]
- Ispettore Lestrade in Sherlock Holmes e il Re dei Ladri (riedizione del 2010 di Sherlock Holmes versus Arsène Lupin)[156]
- Grunt e le voci del Codex in Mass Effect 2 (2010)[157]
- Mickey Desmond e Harry in Mafia II (2010)[158]
- Silan Bantam in BioShock 2 (2010)[159]
- Ernest Faraday in Fable III (2010)[160]
- Optimus Prime in Transformers: War for Cybertron (2010) Transformers: EarthSpark - In missione (2023)[161]
- Danny Trejo in Call of Duty: Black Ops (2010)[162]
- Johan Outrigger, Carl "smilzo", computer nexus e Valder in Rage (2010)[163]
- Tremotino ed Esperto sui fuochi artificiali in Shrek e vissero felici e contenti (2010)[164]
- Tom Sheldon/Sloth Demon/Tigre Bianca in Just Cause 2 (2010)[165]
- Obscurio e voce narrante in Gormiti: Gli eroi della natura (2010)[166]
- Uomo immateriale e Spencer McDundee in Hollywood Monsters 2 (2011)[167]
- Il capo dei senatori in Killzone 3 (2011)[168]
- Cronk in  Ratchet & Clank: Tutti per Uno (2011)[169]
- Jack O'Malley in Deus Ex: Human Revolution (2011)[170]
- Johan Outrigger, Carl "smilzo", computer Nexus e Valder in Rage (2011)[171]
- Banditi, Orchi, Galmar Pugno Roccioso in The Elder Scrolls V: Skyrim e Jiub nel DLC Dawnguard (2011)[172]
- Presidente Vorshevsky in Call of Duty: Modern Warfare 3 (2011)[173]
- Prophet in Crysis 2 (2011)[174]
- Fantasma di Big Thunder Mountain in Kinect: Disneyland Adventures (2011)[175]
- Duke Nukem in Duke Nukem Forever (2011)[176]
- Grunt e le voci del Codex in Mass Effect 3 (2012)[177]
- Re Leoric, il re degli scheletri in Diablo III (2012)[178]
- Sceriffo Clive Skurky e personaggi minori in Hitman: Absolution (2012)[179]
- Dottor Curt Connors/Lizard in The Amazing Spider-Man (2012)[180]
- Dr.Zed e Simon in Borderlands 2 (2012)[181]
- Mr. Peewish in The Darkness II (2012)[182]
- Capitan Sbudella in L'era glaciale 4: Continenti alla deriva - Giochi polari (2012)
- Oran in Darksiders II (2012)[183]
- Astram Schiller e Seymour Hillman in Inazuma Eleven 2 (2012)[184]
- Seymour Hillman, Ganymede/Grant Icewater e Ares/Lane War in Inazuma Eleven Strikers (2012)[185]
- Salim Al Kuper in Sly Cooper: Ladri nel Tempo (2013)
- Generale Moskvin in Metro: Last Light (2013)[186]
- Dott. Quaid in Remember Me (2013)
- Generale McGrath in Beyond: Due anime (2013)[187]
- Duke Huckleberry in LEGO City Undercover (2013)
- David Archer in Call of Duty: Ghosts (2013)[188]
- Maggiore Laurance Barnes/Prophet in Crysis 3 (2013)[189]
- Thor Stoutberg, Seymour Hillman e Signor Blaze in Inazuma Eleven 3 (2013)[190]
- Lord Shaxx in Destiny (2014)
- Re Leoric, il Re degli Scheletri in Diablo III: Reaper of Souls (2014)[178]
- Cultista oscuro e Feugen in Hearthstone (2014)[191]
- Seymour Hillman e Frank Wintersea in Inazuma Eleven GO (2014)[192]
- Zed, Banditi in Borderlands: The Pre-Sequel (2014)
- Lawrence in Sunset Overdrive (2014)[193]
- Ministro della Difesa in Dying Light (2015)[194]
- Leoric e Zeratul in Heroes of the Storm (2015)[195]
- Hush in Batman: Arkham Knight (2015)[21]
- Tom Sheldon e Dottor Zeno Antithikara in Just Cause 3 (2015)[196]
- John Billingsworth nel DLC "Jack lo squartatore" di Assassin's Creed: Syndicate (2015)
- Zeratul in Starcraft II - Legacy of the Void (2015)[197]
- Il Pa-Pa-Padrino in Yo kai watch 3 (2016)
- Voce narrante in Eagle Flight (2016)[198]
- Aratak, Ravan e personaggi vari in Horizon Zero Dawn (2017)[199]
- Dominus Ghaul, Esecutore Hideo e Talus in Destiny 2 (2017)[200]
- Giudice Vanstone in Hidden Agenda (2017)[201]
- Apollodoro in Assassin's Creed: Origins (2017)[202]
- Vari orchi in La Terra di Mezzo: L'ombra della guerra (2017)
- Rip Blazkowicz in Wolfenstein II: The New Colossus (2017)[203]
- Lando Calrissian in Star Wars: Battlefront (2015), Star Wars: Battlefront II (2017)[204]
- Hank Anderson in Detroit: Become Human (2018)[205]
- J. Jonah Jameson in Spider-Man (2018),[206] Marvel Spider-Man: Miles Morales (2020),[207] Spider-Man 2 (2023)[208]
- Casey Fixman in Far Cry 5 (2018)[209]
- Eli in Starlink: Battle for Atlas (2018)[210]
- Tom Sheldon in Just Cause 4 (2018)[211]
- Isshin Ashina in Sekiro: Shadows Die Twice (2019)[212]
- "Iron" Mike Wilcox in Days Gone (2019)[213]
- Caposquadra Chimera in Call of Duty: Modern Warfare (2019)
- Stew e Imperatore Velo XXVII in Crash Team Racing Nitro-Fueled (2019)[214]
- Zed in Borderlands 3 (2019)[215]
- Mikhail Victor in Resident Evil 3 (2020)[216]
- Sektor e Kharon in Mortal Kombat 11 (2020)[217]
- Avgos la Freccia e Guerrieri norreni in Assassin's Creed: Valhalla (2020)[218]
- Gerald Studlegaff in Sackboy - Una grande avventura (2020)[219]
- Papà Orso e Papà Coniglio in My Friend Peppa Pig (2021)[220]
- Balathu in The Dark Pictures: House of Ashes (2021)[221]
- Klemens Klout in Wavetale (2021)[222]
- Cliegg Lars, Boss Nass e Dexter "Dex" Jettster in LEGO Star Wars: La saga degli Skywalker (2022)[223]
- Davidoff Butler in F1 23 (2023)[224]
- Mujina in Wild Hearts (2023)[225]
- Voce spiegazione comandi e voce narrante in WarioWare: Move It! (2023)[226]
- Spaventa in Enotria: The Last Song (2024)[227]
- Gray Ghost, Matches Malone, Shadow Batman, Andrew Carter e Krishnan in Batman: Arkham Shadow (2024)[26]
- Tasheen in Monster Hunter Wilds (2025)[228]
- Nagato in Assassin's Creed Shadows (2025)[229]
- Hogo in Steel Seed (2025) [230]
- Arcturus Mengsk, Zeratul, Marine Terrestre e Goliath Terrestre in StarCraft
- Zeratul in StarCraft II
- Generale Bryant in Renegade Ops
- Sergente Cross in Need for Speed: Most Wanted, Need for Speed: Carbon
- Faramir, Erkenbrand, Signore dei Nazgûl, arcieri di Rohan, beorniani, cavalieri lupini e Uruk-Hai in Il Signore degli Anelli: La guerra dell'Anello
- Speaker paesaggio incantato in PlayStation All-Stars Battle Royale
- Pyrus Dragonoid "Drago" in Bakugan Battle Brawlers
- Voce fuori campo nella serie Buzz!
- Il commentatore in Split/Second Velocity
- Daniel Singer in The Last Report
- Capitao in Tom Clancy's Rainbow Six: Siege (2015)

## Riconoscimenti
- 2025 - Premio speciale "Onda Sonora" promosso da Voci Animate e Videogiochitalia al Torino Comics [231]